# Marathon van Belgrado 2012
De marathon van Belgrado 2012 vond plaats op zondag 22 april 2012 in Belgrado. Het was de 26e editie van deze marathon. 
De wedstrijd bij de mannen werd gewonnen door de Keniaan James Kiptum Barmasa. Hij had een grote voorsprong op zijn landgenoot Henry Kipyego Kemboi. Aangezien ook de derde aankomende Charles Kiprono Rotich van Keniaanse komaf was, was het podium volledig Keniaans.
Ook bij de vrouwen was het iemand met de Keniaanse nationaliteit die zegevierde. Mary Ptikany won de wedstrijd in 2:42.48. 

## Wedstrijd

### Marathon
Mannen
| rang | naam                   | land | tijd    |
| ---- | ---------------------- | ---- | ------- |
| 1    | James Kiptum Barmasai  | KEN  | 2:16.01 |
| 2    | Henry Kipyego Kemboi   | KEN  | 2:22.52 |
| 3    | Charles Kiprono Rotich | KEN  | 2:23.11 |
| 4    | Daniel Kiplimo Bett    | KEN  | 2:24.48 |
| 5    | Muslu Ercan            | TUR  | 2:28.15 |
| 6    | Hristo Stefanov        | BUL  | 2:28.42 |
| 7    | Ioannis Papadopoulos   | GRE  | 2:29.47 |
| 8    | Mustafa Shaban         | BUL  | 2:31.23 |
| 9    | Ilor Kelezi            | ALB  | 2:41.30 |
| 10   | Milos Mitric           | SRB  | 2:55.26 |

Vrouwen
| rang | naam             | land | tijd    |
| ---- | ---------------- | ---- | ------- |
| 1    | Mary Ptikany     | KEN  | 2:42.47 |
| 2    | Giulu Esra       | TUR  | 2:57.08 |
| 3    | Vanja Supic      | SLO  | 3:26.53 |
| 4    | Lidija Miklos    | SRB  | 3:27.25 |
| 5    | Jelena Brezak    | CRO  | 3:29.14 |
| 6    | Dina Pintaric    | SRB  | 3:35.27 |
| 7    | Ljiljana Harding | SRB  | 3:39.01 |
| 8    | Tanja Radumilo   | SRB  | 3:44.00 |
| 9    | Jozica Siftar    | SLO  | 3:44.45 |
| 10   | Olivera Cirkovic | SRB  | 3:46.24 |

### Halve marathon
Mannen
| rang | naam                | land | tijd    |
| ---- | ------------------- | ---- | ------- |
| 1    | Kristijan Stosic    | SRB  | 1:10.12 |
| 2    | Par Papandreopoilos | GRE  | 1:11.36 |
| 3    | Molis Milanovic     | SRB  | 1:12.28 |

Vrouwen
| rang | naam           | land | tijd    |
| ---- | -------------- | ---- | ------- |
| 1    | Ana Subotic    | SRB  | 1:24.34 |
| 2    | Mariana Cegar  | SRB  | 1:25.53 |
| 3    | Danijela Barac | SRB  | 1:27.08 |

1989 ·
1990 ·
1991 ·
1992 ·
1993 ·
1994 ·
1995 ·
1996 ·
1997 ·
1998 ··
1999 ·
2000 ·
2001 ·
2002 ·
2003 ·
2004 ·
2005 ·
2006 ·
2007 ·
2008 ·
2009 ·
2010 ·
2011 · 
2012 ·
2013 ·
2014 ·
2015 ·
2016 ·
2017 ·
2018 ·
2019 ·
2020